# Let the Blind Lead Those Who Can See but Cannot Feel
Let the Blind Lead Those Who Can See but Cannot Feel är det första studioalbumet av Atlas Sound, soloprojektet av Deerhunters frontman Bradford Cox. Albumet utgavs 18 februari 2008 på Kranky Records i Nordamerika och på 4AD i Europa.

## Låtlista
Alla låtar skrivna av Bradford Cox.
1. "A Ghost Story" – 2:44
2. "Recent Bedroom" – 3:46
3. "River Card" – 3:20
4. "Quarantined" – 4:20
5. "On Guard" – 3:40
6. "Winter Vacation" – 4:00
7. "Cold As Ice" – 3:33
8. "Scraping Past" – 4:30
9. "Small Horror" – 2:54
10. "Ready, Set, Glow" – 2:58
11. "Bite Marks" – 4:18
12. "After Class" – 3:29
13. "Ativan" – 2:51
14. "Let the Blind Lead Those Who Can See but Cannot Feel" – 3:45